# Ariañy

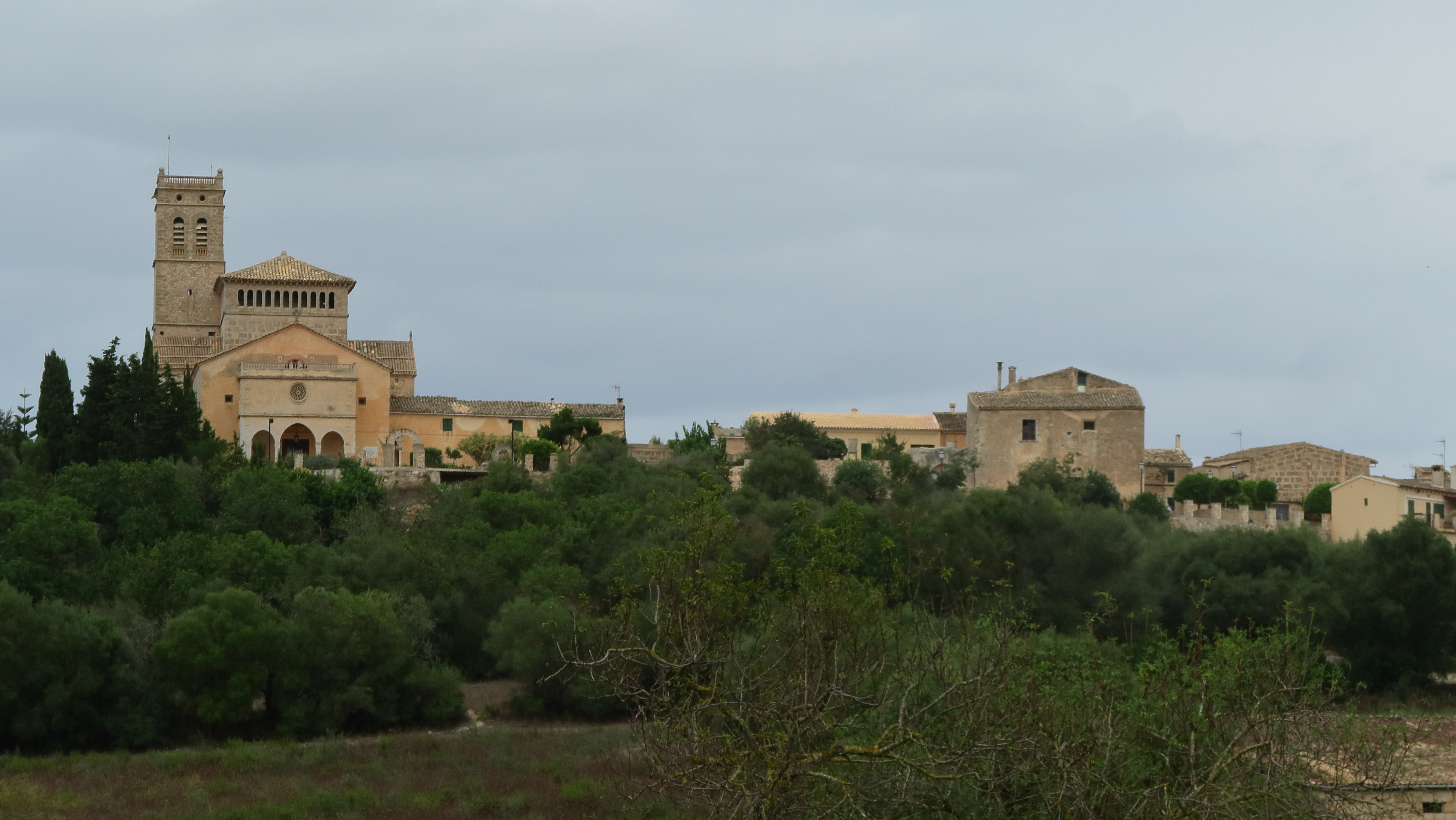
Vista de Ariañy desde la carretera Ma-3341

Ariañy (en catalán y oficialmente Ariany) es una localidad y municipio español situado en la parte centro-norte de Mallorca, comunidad autónoma de las Islas Baleares. Limita con los municipios de Petra, Sinéu, María de la Salud y Santa Margarita.
El municipio ariañero es una de las dieciséis entidades que componen la comarca tradicional del Llano de Mallorca, y comprende el núcleo de población de Ariañy —capital municipal— y diversos diseminados, entre los que destacan Sa Cabaneta, Son Bonay, Son Gibert, Son Guillot, Son Huguet, Son Reisach (Son Reixac) y Son Ribot.

## Toponimia
El topónimo de Ariañy aparece documentado en el Libro del Reparto de 1232 bajo la forma Arian, similar al nombre de Ariant, una posesión de Pollensa que también se señala en el Reparto como Hyrian. Se ha propuesto que ambas pueden proceder del término latino Arīānus, derivado de Arīus, que significaría «[la propiedad de] Arīāni».
Su nombre en catalán es Ariany, que derivó en castellano como Ariañy o Ariaña. El único gentilicio que se emplea es el de ariañero/a.
| Arian > Ariany > Ariañy |

## Historia
En la zona hay una treintena de yacimientos de época prehistórica, declarados Bien de Interés Cultural en 1966, entre los que destaca el de la cueva de la Canova de Ariañy, una cavidad natural con entierros pretalayóticos que fue importante para el estudio de esta cultura. En la época islámica era una alquería que formaba parte del juz de Yiynau-Bitra. Tras el reparto permaneció de la parte real y el principal beneficiario fue Pedro de Portugal.

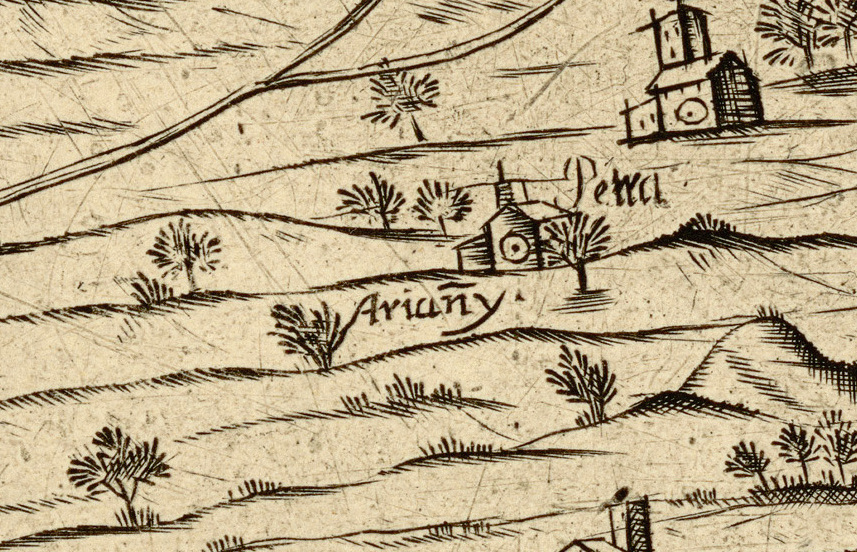
Ariañy en el mapa Insula Maioricae de Vicente Mut (1683)

La alquería de Ariañy fue una posesión y señorío de la familia Cotoner que permaneció hasta el siglo XVI como posesión. La villa tiene su origen en las casas conocidas como s'Auberg.
Después de la Guerra de Sucesión apareció el Marquesado de Ariañy, creado por el rey Felipe V en agradecimiento al apoyo de la familia Cotoner, principales propietarios del pueblo. Marco Antonio Cotoner Sureda de Vivot, el primer marqués de Ariañy, llevó de Madrid una imagen de la Virgen de Atocha, la cual sustituyó a la anterior, la Virgen de las Nieves.
En 1935 la iglesia se convirtió en parroquia y delimitó el término parroquial, que sirvió para dividir el nuevo término municipal cuando se separó de Petra el 30 de julio de 1982. Con anterioridad ya había intentado separarse en dos ocasiones: en 1925 y 1949.

## Geografía

### Situación
Integrado en el Llano de Mallorca, se encuentra a 50 km de Palma, capital insular; a 6 km de Petra, capital comarcal; y a 19 km de Manacor, sede del partido judicial al que pertenece. El término municipal está atravesado por la carretera Ma-3340, que conecta Petra con Santa Margarita.
| Noroeste: María de la Salud | Norte: María de la Salud | Nordeste: Santa Margarita |
| Oeste: Sinéu                |                          | Este: Petra               |
| Suroeste: Sinéu y Petra     | Sur: Petra               | Sureste: Petra            |

## Demografía
Ariañy cuenta con una población de 1018 habitantes (INE 2024).
| Gráfica de evolución demográfica de Ariañy entre 1991 y 2021 |
| |
| Población de derecho según los censos de población del INE Población de hecho según los censos de población del INEEn 1982 aparece este municipio porque se segrega del municipio Petra. |

Según el Instituto Nacional de Estadística de España, en el año 2022 Ariañy contaba con 912 habitantes censados, que se distribuyen de la siguiente manera:
| Unidad poblacional | Hab. |
| ------------------ | ---- |
| Ariañy             | 796  |
| diseminado         | 116  |
| TOTAL              | 912  |

## Administración y política

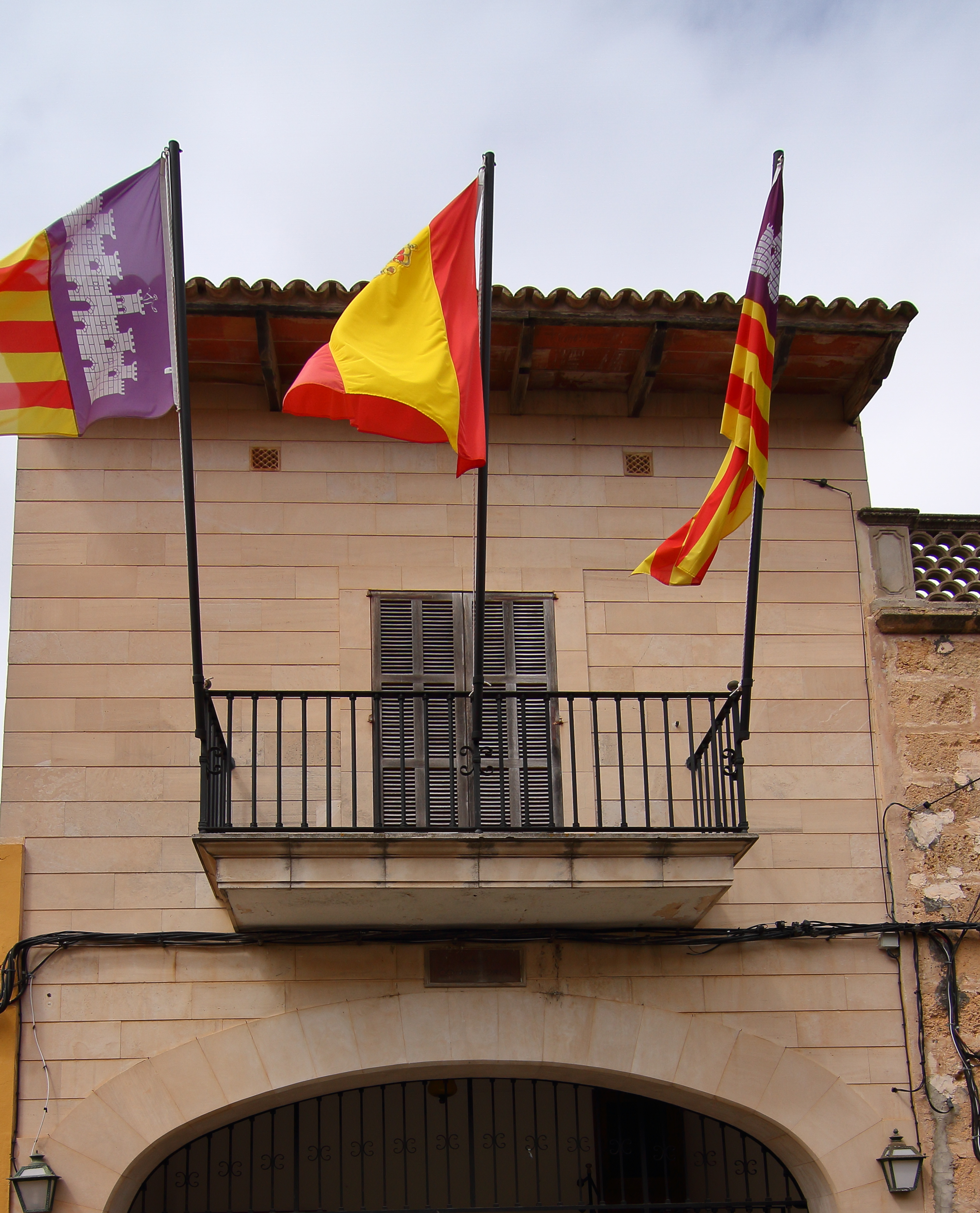
Ayuntamiento de Ariañy

Los resultados en Ariañy de las últimas elecciones municipales, celebradas en mayo de 2023, son:
| Elecciones Municipales - Ariañy (2023) | Elecciones Municipales - Ariañy (2023)   | Elecciones Municipales - Ariañy (2023) | Elecciones Municipales - Ariañy (2023) | Elecciones Municipales - Ariañy (2023) |
| Partido político                       | Partido político                         | Votos                                  | Votos                                  | Concejales                             |
| -------------------------------------- | ---------------------------------------- | -------------------------------------- | -------------------------------------- | -------------------------------------- |
|                                        | Propuesta por las Islas (EL PI)          | 396                                    | 82,50 %                                | 6                                      |
|                                        | Partido Socialista Obrero Español (PSOE) | 72                                     | 15,00 %                                | 1                                      |

### Alcaldes
| Legislatura | Nombre                                                             | Grupo    |
| ----------- | ------------------------------------------------------------------ | -------- |
| 1979-1983   | Formaba parte de Petra hasta 1982 Antoni Pascual Ribot (1982-1983) | — indep. |
| 1983-1987   | Antoni Pascual Ribot                                               | UM       |
| 1987-1991   | Antoni Pascual Ribot                                               | UM       |
| 1991-1995   | Antoni Pascual Ribot                                               | UM       |
| 1995-1999   | Antoni Pascual Ribot                                               | UM       |
| 1999-2003   | Antoni Pascual Ribot                                               | UM       |
| 2003-2007   | Antoni Pascual Ribot                                               | UM       |
| 2007-2011   | Joan Ribot Mayol                                                   | UM       |
| 2011-2015   | Joan Ribot Mayol                                                   | CxI      |
| 2015-2019   | Joan Ribot Mayol                                                   | EL PI    |
| 2019-2023   | Joan Ribot Mayol                                                   | EL PI    |
| 2023-act.   | Joan Ribot Mayol                                                   | EL PI    |

## Comunicaciones

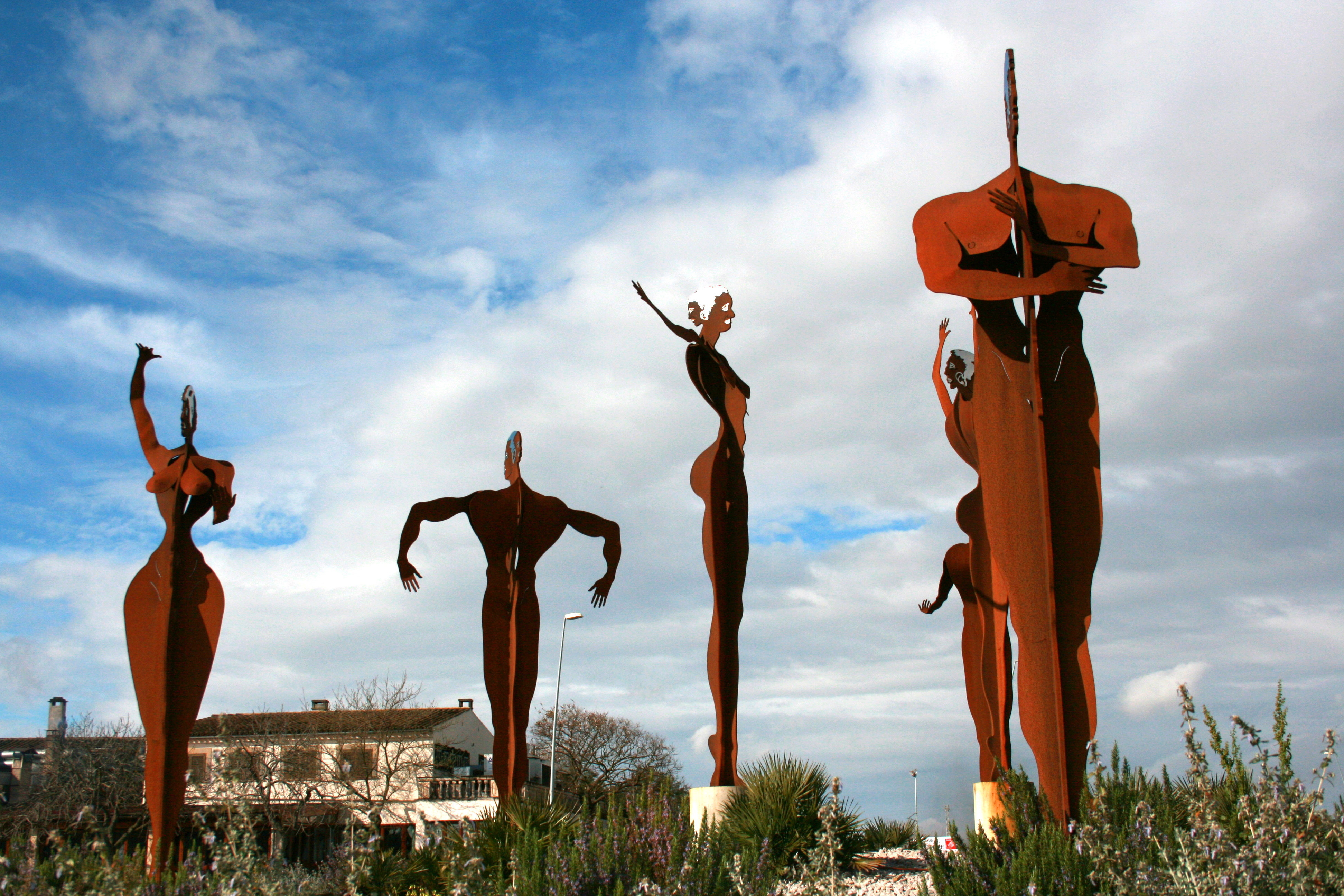
Esculturas en la rotonda de entrada a Ariañy

### Carreteras
Las principales vías del municipio son:
| Identificador | Denominación               | Itinerario              |
| ------------- | -------------------------- | ----------------------- |
| Ma-3301       | De Sinéu a Ariañy          | Sinéu - Ariañy          |
| Ma-3340       | De Petra a Santa Margarita | Petra - Santa Margarita |
| Ma-3341       | De Ma-3340 a Ariañy        | Ma-3340 - Ariañy        |

Algunas distancias entre Ariañy y otras ciudades:
| Ciudades          | Distancia (km) |
| ----------------- | -------------- |
| Petra             | 6              |
| Manacor           | 19             |
| Palma de Mallorca | 50             |

## Servicios públicos

### Sanidad
Ariañy cuenta con una Unidad Básica de Salud (UBS) situada en la calle San José, n.°16, gestionada por el Servicio de Salud de las Islas Baleares (IB-Salud). El municipio pertenece a la zona básica de salud de Villafranca-Las Rocas Lisas (Vilafranca-Ses Roques Llises), con el Punto de Atención Continuada (PAC) en la cercana localidad de Villafranca de Bonany, sector sanitario de Levante.

### Educación
El único centro educativo que hay en el municipio es:
| Denominación genérica                    | Nombre del centro             | Naturaleza | Dirección    |
| ---------------------------------------- | ----------------------------- | ---------- | ------------ |
| Colegio de educación infantil y primaria | CEIP Guillem Frontera Pascual | Público    | C/ Mayor, 88 |

## Cultura

### Patrimonio

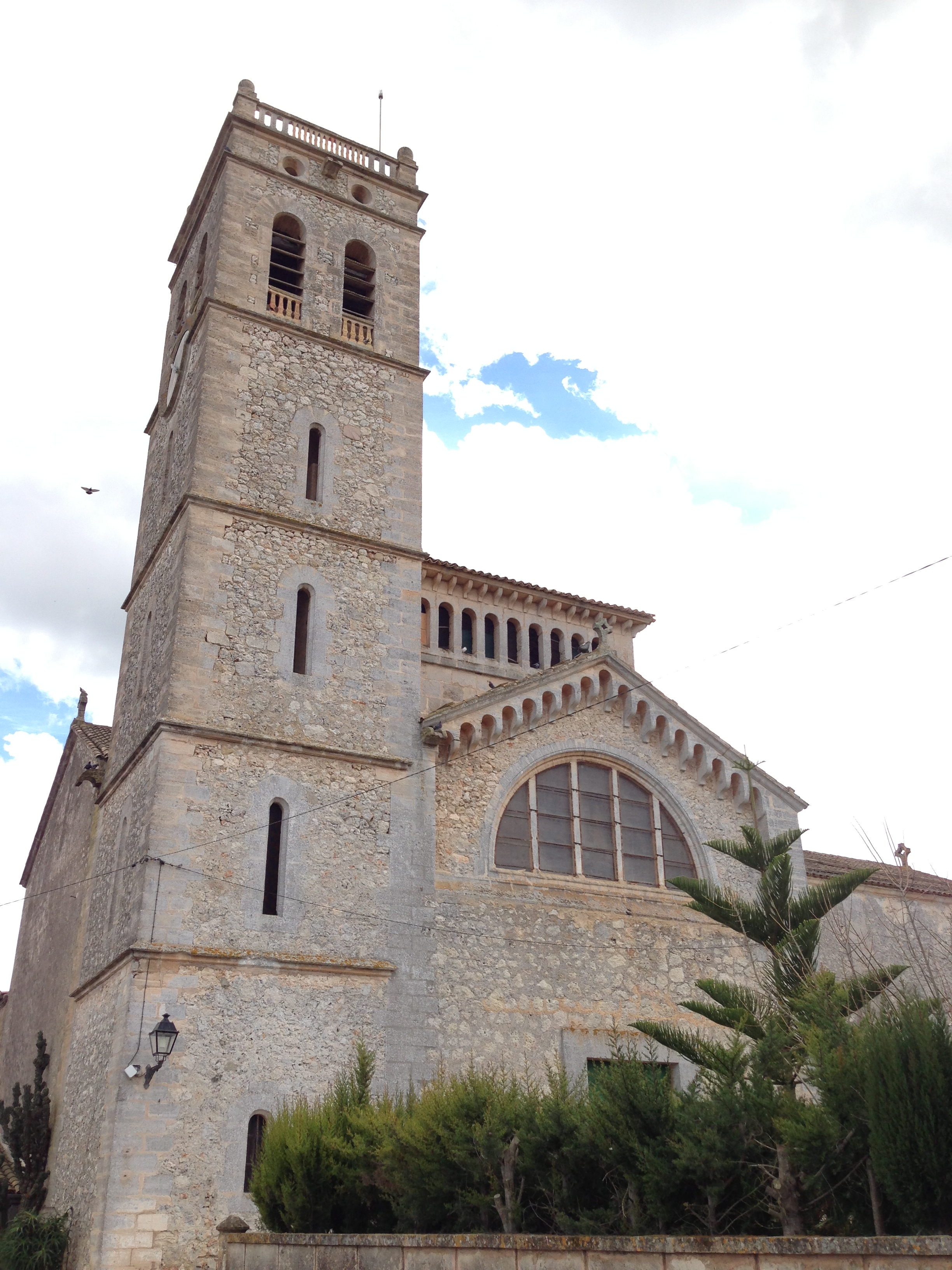
Iglesia de Nuestra Señora de Atocha, en Ariañy

Entre sus principales lugares de interés destaca la iglesia parroquial de Nuestra Señora de Atocha, inaugurada en 1818, donde se encuentra la imagen de la patrona del municipio.
También cabe señalar edificios como s'Auberg y el camino de la Marquesa, casa que dio origen al núcleo de población; y la Casa de las Monjas (Ca ses Monges), un convento de las monjas franciscanas situado en el número 2 de la calle Mayor.
Por último, destacar el Pozo Bueno o Pou Bo, un pozo público probablemente de época islámica, situado a trescientos metros al sur del núcleo urbano, en el camino de Son Gibert o de Petra; las tres cruces de término; los molinos de viento de diferentes características; y el aljibe (o s'aljub), una construcción que llevaba el agua potable.

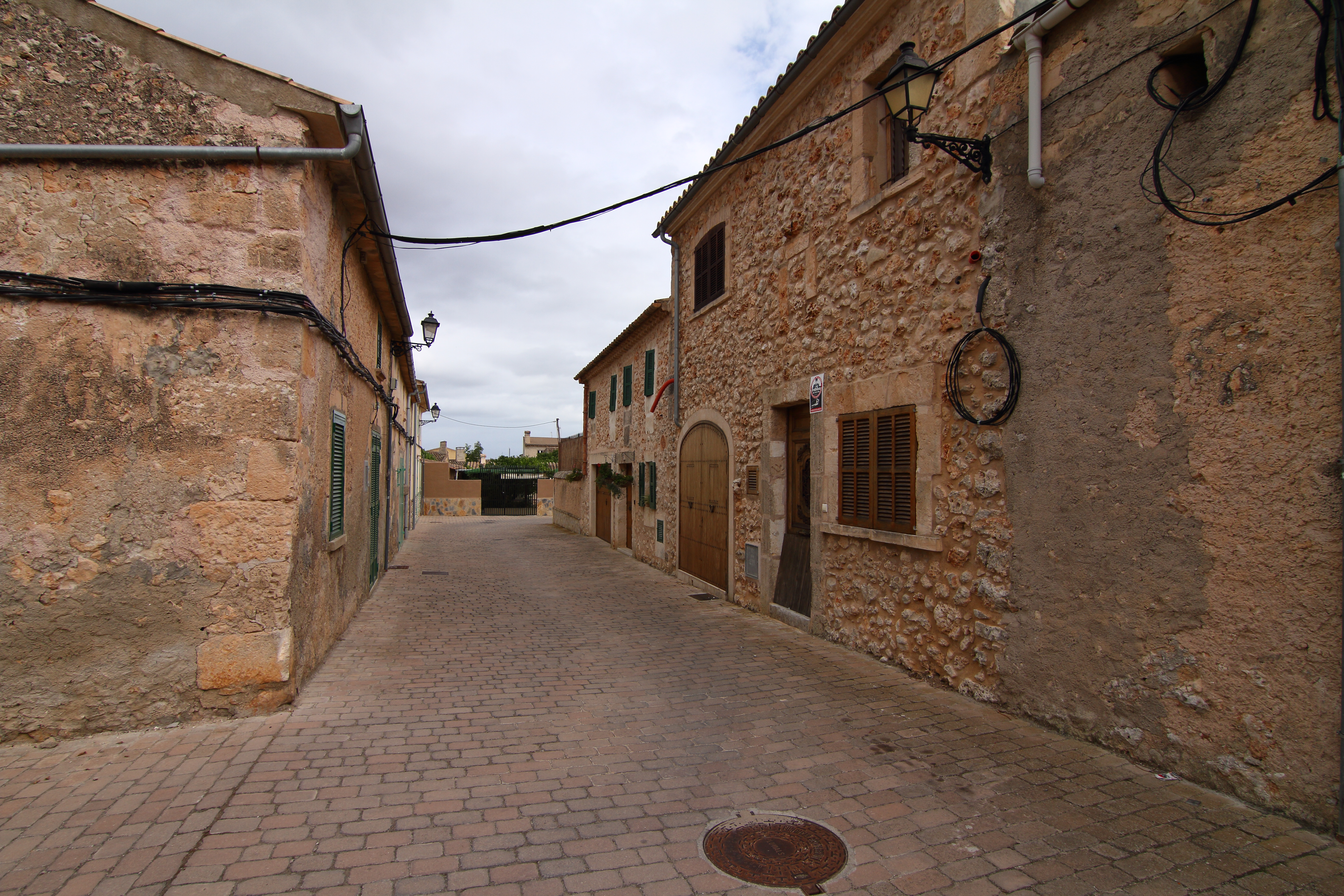
Calle Nueva, en Ariañy

### Fiestas
Ariañy celebra sus fiestas el último fin de semana de agosto en honor a la Virgen de Atocha, patrona del pueblo desde 1744.
También el 17 de enero se festeja el día de San Antonio, con hogueras por sus calles. El último sábado de julio tiene lugar la feria nocturna, y al día siguiente la fiesta de la independencia municipal.